# Poursuite individuelle masculine aux Jeux olympiques d'été de 2004
Navigation
Sydney 2000 Pékin 2008
La poursuite individuelle masculine est l'une des douze compétitions de cyclisme sur piste aux Jeux olympiques de 2004. Elle consistait en une série de duels. Les deux cyclistes partaient des côtés opposés de la piste et parcouraient 16 tours (4 kilomètres) pour essayer de rejoindre l'adversaire. Si aucun cycliste n'était rejoint, les coureurs étaient départagés au temps. Sur les treize matchs de cette épreuve, aucun cycliste n'a été rejoint.
Ces épreuves se sont disputées du 20 au 21 août.

## Records
Avant cette compétition, les records dans cette discipline étaient les suivants :
| Record du monde  | 4 min 11 s 114 | Christopher Boardman | Royaume-Uni | 29 août 1996      | Manchester |
| Record olympique | 4 min 18 s 515 | Robert Bartko        | Allemagne   | 17 septembre 2000 | Sydney     |

## Médaillés
| Or              | Argent        | Bronze        |
| Bradley Wiggins | Bradley McGee | Sergi Escobar |

## Résultats

### Qualifications (20 août)
Les seize participants se sont mesurés dans des manches. La qualification pour le tour suivant n'était pas automatique pour les vainqueurs de ces duels. Ce sont les cyclistes avec les huit meilleurs temps qui se sont qualifiés.
| Série | Rang | Coureur                 | Pays            | Temps            |
| ----- | ---- | ----------------------- | --------------- | ---------------- |
| 1     | 14   | Yuriy Yuda              | Kazakhstan      | 4 min 29 s 676   |
| 1     | 15   | Hossein Askari          | Iran            | 4 min 39 s 302   |
| 2     | 9    | Linas Balčiūnas         | Lituanie        | 4 min 22 s 392   |
| 2     | 13   | Vasil Kiryienka         | Biélorussie     | 4 min 29 s 005   |
| 3     | 12   | Carlos Castaño Panadero | Espagne         | 4 min 27 s 871   |
| 3     |      | Levi Heimans            | Pays-Bas        | non-partant      |
| 4     | 5    | Volodymyr Dyudya        | Ukraine         | 4 min 18 s 169 Q |
| 4     | 11   | Christian Lademann      | Allemagne       | 4 min 26 s 760   |
| 5     | 8    | Fabien Sanchez          | France          | 4 min 20 s 606 Q |
| 5     | 10   | Alexei Markov           | Russie          | 4 min 25 s 520   |
| 6     | 1    | Bradley Wiggins         | Grande-Bretagne | 4 min 15 s 165 Q |
| 6     | 7    | Luke Roberts            | Australie       | 4 min 19 s 353 Q |
| 7     | 4    | Rob Hayles              | Grande-Bretagne | 4 min 17 s 930 Q |
| 7     | 6    | Robert Bartko           | Allemagne       | 4 min 18 s 991 Q |
| 8     | 2    | Sergi Escobar           | Espagne         | 4 min 16 s 862 Q |
| 8     | 3    | Bradley McGee           | Australie       | 4 min 17 s 510 Q |

### Premier tour (20 août)
Dans ce premier tour, chaque cycliste a été placé dans une série sur la base des temps obtenus pendant les qualifications. Les gagnants de ces duels se sont qualifiés pour les finales alors que les perdants recevaient un classement en fonction du temps obtenu pendant ce tour.
| Série | Rang | Coureur          | Pays            | Temps          |
| ----- | ---- | ---------------- | --------------- | -------------- |
| 1     | 3    | Rob Hayles       | Grande-Bretagne | 4 min 19 s 559 |
| 1     | 7    | Volodymyr Dyudya | Ukraine         | 4 min 22 s 720 |
| 2     | 2    | Bradley McGee    | Australie       | 4 min 17 s 978 |
| 2     | 8    | Robert Bartko    | Allemagne       | 4 min 26 s 184 |
| 3     | 4    | Sergi Escobar    | Espagne         | 4 min 19 s 581 |
| 3     | 5    | Luke Roberts     | Australie       | 4 min 20 s 336 |
| 4     | 1    | Bradley Wiggins  | Grande-Bretagne | 4 min 17 s 215 |
| 4     | 6    | Fabien Sanchez   | France          | 4 min 21 s 235 |

### Finales (21 août)
| Série | Rang | Coureuse        | Pays            | Temps          |
| ----- | ---- | --------------- | --------------- | -------------- |
| 1     | 1    | Bradley Wiggins | Grande-Bretagne | 4 min 16 s 304 |
| 1     | 2    | Bradley McGee   | Australie       | 4 min 20 s 436 |
| 2     | 3    | Sergi Escobar   | Espagne         | 4 min 17 s 947 |
| 2     | 4    | Rob Hayles      | Grande-Bretagne | 4 min 22 s 291 |

### Classement final
| Rang | Coureur                 | Pays            |
| ---- | ----------------------- | --------------- |
| 1    | Bradley Wiggins         | Grande-Bretagne |
| 2    | Bradley McGee           | Australie       |
| 3    | Sergi Escobar           | Espagne         |
| 4    | Rob Hayles              | Grande-Bretagne |
| 5    | Luke Roberts            | Australie       |
| 6    | Fabien Sanchez          | France          |
| 7    | Volodymyr Dyudya        | Ukraine         |
| 8    | Robert Bartko           | Allemagne       |
| 9    | Linas Balčiūnas         | Lituanie        |
| 10   | Alexei Markov           | Russie          |
| 11   | Christian Lademann      | Allemagne       |
| 12   | Carlos Castaño Panadero | Espagne         |
| 13   | Vasil Kiryienka         | Biélorussie     |
| 14   | Yuriy Yuda              | Kazakhstan      |
| 15   | Hossein Askari          | Iran            |
|      | Levi Heimans            | Pays-Bas        |

## Sources
- (en) Cet article est partiellement ou en totalité issu de l’article de Wikipédia en anglais intitulé « Cycling at the 2004 Summer Olympics – Men's individual pursuit » (voir la liste des auteurs).